# Großeutersdorf
Großeutersdorf là một đô thị thuộc huyện Saale-Holzland, trong bang Thüringen, Đức. Đô thị Großeutersdorf có diện tích 3,45 km².